# Ratpenat frugívor fuliginós
El ratpenat frugívor fuliginós (Artibeus obscurus) és una espècie de ratpenat estenodermatini que viu a Sud-amèrica.